# 吴长忠
吴长忠（1956年4月—），男，汉族，河南睢县人，中华人民共和国政治人物，现任河南省文学艺术界联合会党组书记、副主席。